# Katepensaurus goicoecheai
Katepensaurus goicoecheai es la única especie conocida del género extinto Katepensaurus  de dinosaurio saurópodo rebaquisáurido que vivió a mediados del período Cretácico, hace aproximadamente 92 millones de años entre el Cenomaniense y el Turoniense, en lo que es hoy Sudamérica.

## Descripción
Se determinó que las vértebras dorsales de Katepensaurus son muy particulares entre los saurópodos, mostrando cinco autapomorfias, es decir, rasgos únicos. La fosa lateral neumática del centrum (la parte central de una vértebra) se divide en láminas internas. En la superficie lateral de las vértebras, sobreponiéndose a la articulación neurocentral, se encuentran bordes o crestas verticales. Un par de láminas se halla en la fosa parapofiseal centrodiapofiseal. Hay una fosa bien definida redondeada en el aspecto lateral de las postzigapófisis. Finalmente, los procesos transversos están perforados por fenestras elípticas en las vértebras. Katepensaurus fue asignado a Limaysaurinae, una familia de diplodocoideos rebaquisáuridos, basándose en la presencia de rasgos que fueron usados para diagnosticar a los limaysaurinos en los análisis filogenéticos anteriores.

## Descubrimiento e investigación
Katepensaurus vivió durante el Cretácico Superior en la zona sur-central de la provincia de Chubut en el centro de la Patagonia, Argentina. Solo abarca a una especie, Katepensaurus goicoecheai. Fue descrito y nombrado originalmente por Lucio M. Ibiricu, Gabriel A. Casal, Rubén D. Martínez, Matthew C. Lamanna, Marcelo Luna y Leonardo Salgado en 2013 y su especie tipo es Katepensaurus goicoecheai. Solo se conoce a partir del holotipo, UNPSJB-PV 1007, un esqueleto axial parcial que incluye vértebras cervicales, dorsales y caudales, halladas en asociación cercana. El holotipo fue recolectado en la Formación Bajo Barreal, que data de las etapas del Cenomaniense o Turoniense del Cretácico Superior.